# Anterhynchium mellyi
Anterhynchium mellyi är en stekelart som först beskrevs av Henri Saussure 1853.  Anterhynchium mellyi ingår i släktet Anterhynchium och familjen Eumenidae. Inga underarter finns listade i Catalogue of Life.